# Kortbladig aloe
Kortbladig aloe (Aloe brevifolia) är en art familjen afodillväxter från Sydafrika. Kortbladig aloe odlas ibland som krukväxt i Sverige. 

## Synonymer
- Aloe brevifolia var. postgenita (Schult. & Schult.f.) Baker
- Aloe perfoliata var. d L.
- Aloe perfoliata var. z L.
- Aloe postgenita Schult. & Schult.f.
- Aloe prolifera Haw.
- Aloe prolifera var. major Salm-Dyck